# 儀間太久実
儀間 太久実（ぎま たくみ、1988年2月25日 - ）は日本の口笛奏者。大阪府大阪狭山市出身。大阪府立金剛高等学校、関西学院大学総合政策学部総合政策学科卒業。祖父は、版画家・絵本作家の儀間比呂志。

## 略歴
- 2006年 第1回全日本口笛音楽コンクールで準グランプリを受賞。
- 2007年
  - アメリカのノースカロライナ州で行われた国際口笛大会第34回インターナショナル・ウィラーズ・コンベンションのティーンカテゴリーにおいて、ポピュラー・クラシック部門共に1位を獲得し、総合優勝。
  - ニューズウィーク日本版（07．10．17号）では「世界が尊敬する日本人」100人の中に選ばれる。
- 2013年 第6回おおさか国際口笛コンクールにおいて最優秀賞を受賞。
- 2015年 マリンバ奏者後藤ゆり子と、口笛とマリンバによるCDアルバム「embrace」をリリース。

## テレビ出演
- 2006年
  - 読売テレビ「ニューススクランブル」
  - 毎日放送「ちちんぷいぷい」
- 2007年
  - 日本テレビ「スッキリ!!」「ズームイン!!SUPER」「YOUたち!」
  - フジテレビ「情報プレゼンター とくダネ!」「めざましテレビ」
  - TBS「学校へ行こう!MAX」
  - テレビ東京「たけしの誰でもピカソ」
  - 朝日放送「ムーブ!」
  - 関西テレビ「おじょママ!F」「関ジャニ∞のジャニ勉」
  - 読売テレビ「大阪ほんわかテレビ」
- 2009年 フジテレビ「森田一義アワー 笑っていいとも!」
- 2011年 関西テレビ「キキミミ!」
- 2016年 毎日放送「メッセンジャーの○○は大丈夫なのか?
- 2017年 フジテレビ「1Hセンス」
- 2018年 テレビ朝日「激レアさんを連れてきた。」
- 2020年 中京テレビ「オードリーさん、ぜひ会ってほしい人がいるんです。」